# Principe du moindre effort
Le principe du moindre effort est une théorie qui recouvre divers domaines allant de la biologie évolutive à la conception de pages Web. Ce principe postule que les animaux, les humains, et les machines (bien conçues) choisiront naturellement le chemin de moindre résistance, ou le « moindre effort ».
Le principe du moindre effort est peut-être le phénomène le mieux connu, ou du moins le mieux documenté, parmi les chercheurs du domaine des sciences de l'information et de la bibliothèque. Selon eux, un client en quête d’informations aura tendance à utiliser la méthode de recherche la plus pratique dans le mode le moins exigeant disponible. Le comportement de recherche d’informations cesse dès que des résultats acceptables ont été trouvés. Cette théorie reste valable quelle que soit la compétence de l'utilisateur en tant que chercheur ou son niveau d'expertise dans le domaine. De plus, cette théorie prend en compte l’expérience antérieure de recherche d’informations de l’utilisateur. L'utilisateur utilisera les outils les plus familiers et les plus faciles à utiliser pour trouver des résultats. Le principe du moindre effort est connu comme une « description déterministe du comportement humain » 
.
Le principe du moindre effort s’applique non seulement dans le contexte d’une bibliothèque, mais également à toute activité de recherche d’informations. Par exemple, l'individu en recherche d'information pourra préférer consulter un collègue généraliste au bout du couloir plutôt qu'un spécialiste dans un autre bâtiment, à condition que les réponses du généraliste restent dans le seuil d'acceptabilité.
Le principe du moindre effort est analogue au principe du chemin de moindre résistance.

## Histoire
Le principe du moindre effort a été formulé pour la première fois par le philosophe italien Guillaume Ferrero dans un article de la Revue philosophique de la France et de l'étranger du 1er janvier 1894. Une cinquantaine d'années plus tard, ce principe a été étudié par le linguiste George Kingsley Zipf, qui a écrit Human Behaviour and the Principle of Least Effort: An Introduction to Human Ecology, publié en 1949. Zipf avance que la distribution de l'utilisation des mots était due à la tendance à communiquer efficacement avec le moins d'effort possible ; cette théorie est connue sous le nom de loi de Zipf.
Dans le contexte de la recherche d'informations, le principe du moindre effort a été étudié par Herbert Poole, qui écrit Theories of the Middle Range en 1985. Le bibliothécaire Thomas Mann cite le principe du moindre effort comme l'un des nombreux principes guidant le comportement de recherche d'informations dans un livre paru en 1987, A Guide to Library Research Methods.
De même, l’une des mesures les plus courantes du comportement de recherche d’informations, les statistiques de circulation des bibliothèques, suit la règle dite des 80-20. Ceci tendrait à suggérer que le comportement de recherche d’informations n’est pas une manifestation d’une courbe de distribution normale, mais d’une courbe de loi de puissance.

## Applications
Le principe du moindre effort est particulièrement important lorsque l’on envisage la conception des bibliothèques et la recherche dans le contexte de la bibliothèque moderne. Les bibliothèques doivent prendre en compte le désir de l’utilisateur de trouver l’information rapidement et facilement. Ce principe doit être pris en compte lors de la conception des catalogues d’accès public en ligne (OPAC) individuels ainsi que d’autres outils de bibliothèque.
Ce principe constitue une force directrice pour l’action visant à fournir un accès aux médias électroniques dans les bibliothèques. Le principe du moindre effort a été approfondi dans une étude sur le comportement des étudiants diplômés en bibliothèque par Zao Liu et Zheng Ye Lang, publiée en 2004. L'étude a échantillonné des étudiants diplômés de l'enseignement à distance de Texas A&M pour tester les ressources de la bibliothèque qu'ils utilisaient et pourquoi ils utilisaient ces ressources particulières. Dans cette étude, Internet se démarque comme la ressource la plus utilisée, tandis que les bibliothèques étaient en deuxième place des ressources les plus utilisées pour mener des recherches en classe. L’étude a révélé que la plupart des étudiants utilisaient ces ressources en raison de leur rapidité et de leur possibilité d’accès depuis chez eux. L’étude a révélé que le principe du moindre effort était le principal modèle de comportement de la plupart des étudiants en enseignement à distance. En d'autres termes, les bibliothèques modernes, en particulier les bibliothèques universitaires, doivent analyser leurs bases de données électroniques afin de répondre avec succès aux besoins des réalités changeantes des sciences de l’information.
Les auteurs professionnels utilisent le principe du moindre effort lors de l’analyse de l’audience. Dans la rédaction technique, l’organisation récursive, dans laquelle les parties ressemblent à l’organisation de l’ensemble, aide les lecteurs à trouver leur chemin. La cohérence des fonctionnalités de navigation est une préoccupation courante dans la conception de logiciels.